# Tephritis footei
Tephritis footei är en tvåvingeart som beskrevs av Goeden 2002. Tephritis footei ingår i släktet Tephritis och familjen borrflugor.
Artens utbredningsområde är Kalifornien. Inga underarter finns listade i Catalogue of Life.